# Mistrzostwa Świata Juniorów w Saneczkarstwie 1984
2. Mistrzostwa Świata Juniorów w saneczkarstwie 1984 odbyły się w austriackim Bludenz. Rozegrane zostały trzy konkurencje: jedynki kobiet, jedynki mężczyzn oraz dwójki mężczyzn. W tabeli medalowej najlepsi byli zawodnicy ZSRR.

## Wyniki

### Jedynki kobiet
| Medal | Zawodniczka        | Narodowość | Czas | Strata |
| ----- | ------------------ | ---------- | ---- | ------ |
|       | Irina Kusakina     | ZSRR       |      |        |
|       | Olimpiada Nikitina | ZSRR       |      |        |
|       | Olga Tichanowa     | ZSRR       |      |        |

### Jedynki mężczyzn
| Medal | Zawodnik         | Narodowość | Czas | Strata |
| ----- | ---------------- | ---------- | ---- | ------ |
|       | Jens Müller      | NRD        |      |        |
|       | Frank Trebess    | NRD        |      |        |
|       | Andriej Ustjuhin | ZSRR       |      |        |

### Dwójki mężczyzn
| Medal | Zawodnicy                          | Narodowość | Czas | Strata |
| ----- | ---------------------------------- | ---------- | ---- | ------ |
|       | Wasilij Karpow/Siergiej Nagowizyn  | ZSRR       |      |        |
|       | René Keller/Lutz Kühnlenz          | NRD        |      |        |
|       | Robert Manzenreiter/Markus Schmidt | Austria    |      |        |

## Klasyfikacja medalowa
| Miejsce | Państwo |   |   |   | Razem |
| ------- | ------- | - | - | - | ----- |
| 1.      | ZSRR    | 2 | 1 | 2 | 5     |
| 2.      | NRD     | 1 | 2 | 0 | 3     |
| 3.      | Austria | 0 | 0 | 1 | 1     |